# Sieraków (gmina Przyrów)
Sieraków je vesnice v Polsku ve Slezském vojvodství, okres Čenstochová, gmina Przyrów.

## Poloha
Vesnice se nachází v jižní části gminy Przyrów. Charakter vesnice je zemědělsko lesní.

## Historie
Ve vesnici v 17. století byl hamr, který patřil velkému korunnímu hejtmanovi Mikuláši Wolskému (Mikołaj Wolski). Po jeho smrti, vzhledem k chybějícím dědicům, hamr zanikl.
V letech 1975–1998 vesnice byla pod správou vojvodství Čenstochovice.
V roce 2008 žilo ve vesnici 242 obyvatel.
V roce 2011 ve vesnici žilo 238 obyvatel (123 mužů a 115 žen).